# 鈴木俊夫 (政治家)
鈴木 俊夫（すずき としお、1950年（昭和25年）8月11日 - ）は、日本の政治家。元秋田県湯沢市長（3期）。

## 経歴
秋田県湯沢市出身。秋田県立湯沢高等学校（2学年先輩に菅義偉がいる）、岩手大学農学部農学別科畜産専攻科を卒業。大学在学中に日本共産党へ入党し、1983年（昭和58年）から湯沢市議会議員、1991年（平成3年）から秋田県議会議員をそれぞれ2期務める（1999年落選）。その後、2001年（平成13年）の第19回参議院議員通常選挙（落選）をへて、翌2002年に行われた旧湯沢市長選に出馬表明する。
「開かれた市政をつくるみんなの会」を支持母体として、黒塗り公用車の廃止や市長報酬3割カット、市長交際費半減などを公約に掲げ選挙戦を展開。3期目を目指していた現職の二坂信邦（自民党・公明党推薦）に2,000票差をつけ初当選を果たし、秋田県初の共産党員市長となる。当初現職が盤石と見られていただけに、鈴木の当選について、地元メディアである秋田魁新報も「まさかの大どんでん返し」と報じた。
湯沢市、雄勝町、稲川町、皆瀬村の4市町村合併に伴う新湯沢市長選（2005年4月17日投開票）に立候補し、新人3人を破り初当選。2009年の市長選に再選を目指し立候補するも、新人の齊藤光喜（元・暫定市議）に敗れる。2013年、市長選に立候補するにあたって共産党を離党したが、齊藤に再び敗れている。
2017年4月9日投開票の市長選に改めて出馬し、現職の齊藤が引退したことで、保守系新人が3名出馬する状態となり、4名での争いとなったが、選挙戦を制し、8年ぶりに市長に復帰することになった。
2020年12月、翌年4月に行われる市長選挙へ立候補せず退任する意向を示した。
2023年11月3日、秋の叙勲で旭日小綬章を受章。